# میچووه
میچووه (به لاتین: Miczuły) یک روستا در لهستان است که در گمینا بانگه مازورسکیه واقع شده‌است.